# Isola Howland
L'isola Howland è un atollo disabitato (2,3 km²) situato nell'Oceano Pacifico poco a nord dell'Equatore e a ovest di Kiribati, a 0°48′N 176°38′W, circa 3100 km a sud-ovest di Honolulu.
Fa parte delle Isole Minori Esterne degli Stati Uniti d'America ed è amministrata dal United States Fish and Wildlife Service. Insieme ad altre isole, forma le Isole della Fenice. È l'isola dove sarebbe dovuta atterrare l'aviatrice statunitense Amelia Earhart poi scomparsa in volo nel 1937.
Al momento l'atollo non ha alcuna attività economica. È gestito come riserva naturale. Non ci sono né porti né moli. La barriera corallina di tipo marginale può rappresentare un pericolo per le navi. Ci sono un'area di attracco per le barche e una meda in rovina lungo la spiaggia sabbiosa della costa occidentale. Ora è una riserva naturale e vi sono alcuni resti storici e una torre di pietra chiamata Earhart Light.

## Flora e fauna
Il clima è equatoriale, con poche precipitazioni e diverse ore di sole. Le temperature sono leggermente moderate da un vento costante proveniente da est. Il terreno è basso e sabbioso: un'isola corallina circondata dalla barriera corallina con una zona centrale leggermente rialzata. Il punto più alto è di circa sei metri sul livello del mare.
Non ci sono fonti naturali di acqua dolce.
Howland è principalmente un habitat di nidificazione per uccelli marini e animali marina. L'isola, con le sue acque marine circostanti, è stata riconosciuta come Important Bird and Biodiversity Area da BirdLife International, in quanto ospita colonie di fregate minori, sule mascherate, fetonti codarossa e sterne fuligginose, oltre a fungere da scalo migratorio per i chiurli di Tahiti.

## Fuso orario
Avendo un fuso orario corrispondente a UTC-12, è, insieme all'Isola Baker, l'ultimo posto al mondo in cui avviene ogni giorno il cambio di data, per cui ogni anno il capodanno ricorre per ultimo rispetto a qualsiasi altro posto sulla Terra.

## Storia
L'isola di Howland fu rivendicata dagli Stati Uniti nel 1856 e nel corso del Novecento fu sfruttata per l'estrazione di guano. Negli anni Trenta, fu fondata una piccola colonia con poche persone. La colonia fu chiamata Itascatown.
Il giorno successivo a Pearl Harbor, l'isola fu bombardata e attaccata più volte, uccidendo alcune persone, portando così alla sua evacuazione. Dopo la guerra, il faro diurno fu riparato e l'isola divenne una riserva naturale. È stata oggetto di visite in onore dell'aviatrice perduta, Earhart.
Il 27 giugno 1974 il Segretario degli Interni degli Stati Uniti, Rogers Morton, creò l'Howland Island National Wildlife Refuge, ampliato nel 2009 per aggiungere le terre sommerse entro 12 miglia nautiche (22 km) dall'isola. Il rifugio comprende ora 648 acri (2,62 km2) di terra e 410.351 acri (1.660,63 km2) di acqua.
L'habitat dell'isola è stato colpito dalla presenza di diverse specie aliene invasive, come ratti neri e gatti selvatici. I gatti si sono rivelati distruttivi per le specie di uccelli e sono stati eliminati nel 1985.
L'ingresso del pubblico sull'isola è consentito con un permesso speciale di utilizzo da parte dell'U.S. Fish and Wildlife Service ed è generalmente limitato a scienziati ed educatori. I rappresentanti dell'agenzia visitano l'isola in media una volta ogni due anni, spesso coordinando il trasporto con radioamatori o con la Guardia Costiera degli Stati Uniti per coprire gli alti costi del supporto logistico.